# Norwegen-Vereinbarung
Die Norwegen-Vereinbarung, englisch Norwegian Integrity treaty 1907–24, auch Christiania Convention of 1907, russisch Христианийская конвенция 1907, ist eine internationale Vereinbarung, welche die territoriale Integrität Norwegens zum Gegenstand hat.
1905 wurde durch eine Volksabstimmung das Vereinigte Königreich aus Norwegen und Schweden aufgelöst.
Dieses war Vertragspartner der am 21. November 1855 geschlossenen Vereinbarung, welche die territoriale Integrität der skandinavischen Halbinsel sanktionierte.
Gegenüber 1855 hatte sich das Deutsche Reich durch die Flottenbaupolitik von Wilhelm II. (Deutsches Reich) zu einem Vertragspartner entwickelt.
Edward Grey legte einen Vertragsentwurf vor, der die Fortschreibung der Åland Islands servitude vorsah. In der Folge legte Alexander Petrowitsch Iswolski im Juni 1907 einen Vorschlag zum Norwegenvertrag vor, der keine Aussage über die Åland Islands servitude machte. Fridtjof Nansen verhandelte den Vertrag in London mit Ferdinand von Wrangel und erwähnte eine Befestigung von Bomarsund durch das russische Kaiserreich. Eine Anfrage der Regierung von Henry Campbell-Bannerman bei Alexander Petrowitsch Iswolski, ob er die Åland Islands servitude von 1856 anerkennt, blieb unbeantwortet. Der Schwedische Außenminister Eric Trolle erfuhr durch Henri Allizé, dass Alexander Petrowitsch Iswolski dem Norwegenvertrag von Edward Grey nach einer Annullierung der Åland Islands servitude zustimmen würde. Trolle berichtete umgehend an Rennell Rodd, 1. Baron Rennell, britischer Ministre plénipotentiaire in Stockholm.
In der Vereinbarung verpflichten sich die unterzeichnenden Großmächte die Grenzen Norwegens anzuerkennen, während Norwegen zusagt, sein Territorium keiner Macht zu überlassen.
Die Vereinbarung wurde am 20.jul. / 2. November 1905greg. für die Dauer von zehn Jahren mit automatischer Verlängerung unterzeichnet. Er wurde durch Vertreter des Russischen Kaiserreichs, des Vereinigten Königreichs, Frankreichs, Schwedens und des Deutschen Reiches unterzeichnet.